# Стари Дојран
Стари Дојран (мкд. Стар Дојран) је насеље у Северној Македонији, у крајње југоисточном делу државе. Стари Дојран је насеље у оквиру општине Дојран.

## Назив
За разлику од назива Дојран који потиче из времена турске власти, словенски и грчки извори бележе и старији назив овог места, који се јавља у различитим облицима, као: Полин, Пулин, Поленин, Полеан, Пољан, Пољани, Пољанин, Пољанина, Пољанија (и други). Порекло старијег назива тумачи се двојако: од грчке речи полис (град) или од словенске речи поље (које се простире поред језера).

## Географија
Стари Дојран је смештен у крајњем југоисточном делу Северне Македоније, недалеко од границе са Грчком, која се пружа 2,5 km источно од насеља. Од најближег града, Ђевђелије, насеље је удаљено 45 km источно.
Стари Дојран се налази у историјској области Дојранско. Село је смештено на југозападној обали Дојранског језера, које Северна Македонија дели са Грчком. Насеље се налази на приближно 160 метара надморске висине, испод планине Беласице.
Локална клима је измењена континентална са значајним утицајем Егејског мора (жарка лета).

## Прошлост
Стари, богати град Дојран, под именом Тауриана постојао је у доба Херодота.
По запису из цркве Св. Илије, помиње се Дојран у средњем веку. У 17. веку место као кадилук припада Ђустендилу, а ту се налазе мала чаршија и једна џамија. Ту је у 19. веку било чак око 6.000 становника претежно Срба, уз мало Цинцара и Цигана. Мештани су живели од свиларства и рибарства.
Стари Дојран је 1913. гдине након пет векова ослободио од Турака, мајор српске војске коњице - Цоловић. Он је ушао са српском заставом и у Солун, заједно са грчким трупама.
Порушен је Стари Дорјан током Првог светског рата, јер су ту около били укопани немачки војни положаји. Град су у ствари рушиле бугарске хаубице, циљајући британске ровове. Дојран је страдао за само 24 часа непрекидне топовске канонаде. Дотадашње лепо рибарско насеље познато по обешеним рибарским мрежама дуж сокака, звано "Мали Солун" на обали истоименог језера је нестало. У Дојрану је пре ратних дејстава било 2500 лепих кућа грађених "на бој" (солунског типа), школа, џамија и православна црква Св. Илије. Срби су похађали православну патријаршијску цркву Св. Илије (1906) која се налазила на једном брежуљку ван насеља. На другом крају брега стојала је турска сахат-кула; оштећена, без сата и крова. Изнад града на брежуљку су 1931. године још биле рушевине поменуте православне цркве Св. Илије.
Воду из Дојранског језера је одводила речица Ђолаја до ниже постављеног Арџанског језера. Како се та речица није одржавала (није чишћено дно), отприлике сваке десете године би се десила поплава у Старом Дојрану. У околини Дојранског језера добро су успевали виногради, дуван, памук, сусам и офион (афијон). Има и засада лимуна, поморанџи, маслина и смокви. Око језера су пре Првог светског рата радили камилари, са својим теглећим камилама. На камилама се до Солуна преносио кавалски дуван. Трговци рибом звани "матрапази" су узимали сав улов од дојранских рибара, и то на "ђутуре", без вагања.
Летопис школски почиње од краја 19. века. Добијена је октобра 1897. године дозвола од турске власти, за отварање шесторазредне српске основне, мушке и женске школе у вароши Дојрану. У школу коју је иначе основао (и био власник) месни трговац Глигорије Хаџи Митровић, уписало се у први мах 55 ђака. Добротвора Србина, Митровића убили су две године касније бугарски егзархисти, у атентату који је извршен 17. новембра 1899. године. По молби ученика, управитељ школе учитељ Лерничанац је увео пофторну (недељну и празничну) школу, за старији узраст. При школи је организовано и радило хуманитарно "Друштво за припомоћ" (сиромашне деце). Године 1900. у месту је парох поп Риста Ђорђевић, а школски управитељ учитељ Сима Буквић. Школа је радила у изнајмљеној, неадекватној згради 1904. године, па је покренута акција да се скупе прилози за градњу властите зграде. Постојао је 1904. године "Школски фонд" при српској основној школи "Доситије Обрадовић" у Дојрану. У њега су уложили прилоге цариградско Коло српских сестара - 270 гроша, приложници Срби са стране, као и месни кафеџија Никола поп Костов са 5 гроша. Свима се јавно захвалио управитељ дојранске школе учитељ Спасоје Илић. У српској шесторазредној основној школи уз које је забавиште, било је почетком 1906. године укупно 82 ученика, оба пола.
Бугарски егзархисти су ометали и нападали виђеније Србе, небили их спречили у културно-просветном раду. Исте, 1899. године када су убили Митровића, напали су и на Ђорђа Димитријевића, и тешко га ранили из револвера. Инцидент се десио једне вечери априла 1899. године, у српској кафани власника Петра Јашменовића. Рањеника, угледном Србину којем су већ претили Бугари због његовог "србовања", превио је солунски лекар др Раде Вукадиновић.
У међуратном периоду споро се обнавља то место на југу државе. Министарство Аграрне реформе је покушало да унапреди опустели Дојран, насељавањем 130 добровољачких породица, оних искључиво из Далмације. Неколико километара северније од Старог Дорјана никло је сиромашно рибарско насеље Нови Дорјан. Насељена је ту и колонија Сретеново. Дојран је био забачена варошица, сат времена удаљена од жељезничке станице Удово. Радио је 1932. године хотел "Дојран", а жељезничка станица Дојран налазила се близу на узвишењу, али са грчке стране границе. Место је тада посетио Немац, Вилхелм Гомол и у Београду по повратку одржао јавно популарно предавање о дојранским чарима.
Пред Други светски рат Стари Дојран се лепо развио. Православна црква Св. Илије је обновљена. Радила је дојранска Рибарска задруга и постојала од 1931. године рибарска пијаца. Мада има услова за туристичку делатност проблем су биле и остале лоше саобраћајнице.

## Становништво
Стари Дојран је према последњем попису из 2021. године имао 413 становника. Данашње насеље је релативно младо, пошто је основано после Првог светског рата на месту дотадашњег града Дојрана који је у том рату потпуно уништен.
Претежна вероисповест становништва овог насеља је православље.
| Национални састав према попису из 2021.‍ | Национални састав према попису из 2021.‍ | Национални састав према попису из 2021.‍ | Национални састав према попису из 2021.‍ | Национални састав према попису из 2021.‍ |
| --------------------------------------- | --------------------------------------- | --------------------------------------- | --------------------------------------- | --------------------------------------- |
|                                         |                                         |                                         |                                         |                                         |
| Македонци                               | Македонци                               |                                         | 288                                     | 69,7%                                   |
| Турци                                   | Турци                                   |                                         | 56                                      | 13,6%                                   |
| непописани                              | непописани                              |                                         | 30                                      | 7,3%                                    |